# Half-adder
L'half adder, detto anche semisommatore, è un componente elettronico digitale che esegue la somma di due bit A e B e la presenta sull'uscita S; inoltre viene calcolato anche il riporto C, senza tener conto però di un riporto precedente. La somma binaria di due bit si calcola allo stesso modo della somma di due numeri decimali, per cui il riporto è generato se e solo se i due addendi sono pari a 1.  L'insieme di due half-adder e una porta logica OR, opportunamente collegati, restituisce un full-adder.
La seguente tabella della verità mostra la relazione tra gli ingressi e le uscite dell'unità.
Il circuito è costituito, di conseguenza, da una porta AND e una porta XOR.